# 沃辛頓希爾斯 (肯塔基州)
沃辛頓希爾斯（英語：Worthington Hills）是一個位於美國肯塔基州傑佛遜縣的城市。

## 地方資料
根據2020年美國人口普查的數據，沃辛頓希爾斯的面積為0.66平方千米，當中陸地面積為0.66平方千米，而水域面積為0.00平方千米。當地共有人口1563人，而人口密度為每平方千米2,368.18人。